# بولدوم‌ساز
بولدوم‌ساز (به زبان ترکمنی: Boldumsaz / بوْلدوُم‌ساز) یک شهر در ترکمنستان است که در استان داش‌اغوز واقع شده است.